# Трёхчленная квадратичная форма Рамануджана
Трёхчленная квадратичная форма Рамануджана квадратичная форма {\displaystyle x^{2}+y^{2}+10z^{2}} с неотрицательными целыми переменными {\displaystyle x,y,z}, обладающая необычными свойствами.

## Свойства формы, открытые Рамануджаном
Рамануджан рассматривал это выражение в примечании к своей статье, опубликованной в 1916 году. Описав необходимые и достаточные условия того, что целое не может быть представлено формой {\displaystyle ax^{2}+by^{2}+cz^{2}} для некоторых {\displaystyle a,b,c}, Рамануджан заметил в сноске: «(Эти) результаты могут создать впечатление, что существуют столь же простые свойства для форм {\displaystyle ax^{2}+by^{2}+cz^{2}} при любых {\displaystyle a,b,c}. Однако представляется, что в большинстве случаев всё не так просто». Чтобы подкрепить это утверждение Рамануджан привёл свойства формы, которая теперь называется его именем.
- Все чётные числа, не представимые формой {\displaystyle x^{2}+y^{2}+10z^{2}} имеют вид {\displaystyle 4^{p}(16q+6)}.
- Нечётные числа, не представимые формой {\displaystyle x^{2}+y^{2}+10z^{2}} — 3, 7, 21, 31, 33, 43, 67, 79, 87, 133, 217, 219, 223, 253, 307, 391, ... не описываются простым законом.

## Числа больше 391
Многоточие в конце списка означало, что он неполон, но Рамануджан не сказал, считает он список конечным или бесконечным. В 1927 Бёртон и Гордон нашли не представимое число 679 и доказали, что остальные нечётные вплоть до 2000 представимы формой Рамануджана. В 1941 году, Гупта нашёл не представимое число 2719 и доказал, что других таких чисел нет вплоть до 20000. После создания современных компьютеров Голуэй проверил, что не представимых формой Рамануджана нечётных чисел больше нет вплоть до {\displaystyle 10^{10}}. Исходя из этого Кен Оно и Сундарараджан предложили гипотезу:
Все нечётные положительные целые не представимые формой {\displaystyle x^{2}+y^{2}+10z^{2}} это 3, 7, 21, 31, 33, 43, 67, 79, 87, 133, 217, 219, 223, 253, 307, 391, 679, 2719.

## Известные результаты
Хотя гипотеза Оно полностью не доказана, относительно представимости чисел формой Рамануджана были получены важные новые результаты.
- Все целые вида {\displaystyle 10n+5} представимы.
- Все нечётные не свободные от квадратов представимы.
- Существует только конечное число непредставимых нечётных чисел.
- Если обобщённая гипотеза Римана верна, то верна и гипотеза Оно.